# 渗透系数 (物理化学)
渗透系数或渗透因子（英語：osmotic coefficient），符号：{\displaystyle \phi }，是来衡量实际溶液偏离理想溶液行为程度的量，即偏离拉乌尔定律的程度。由丹麦化学家尼尔斯·比耶鲁姆提出。根据混合物的表示方法不同，渗透系数有不同的表示方法：基于质量摩尔浓度表示的实用渗透系数（practical osmotic coefficient），简称渗透系数，以及基于摩尔分数表示的合理渗透系数（rational osmotic coefficient）。
- （实用）渗透系数{\displaystyle \phi ={\frac {\mu _{A}^{*}-\mu _{A}}{RTM_{A}\sum _{i}m_{i}}}}

- 合理渗透系数

{\displaystyle \phi =-{\frac {\mu _{A}^{*}-\mu _{A}}{RT\ln x_{A}}}}
其中{\displaystyle \mu _{A}^{*}}为纯溶剂的化学势， {\displaystyle \mu _{A}}为溶液中溶剂的化学势，{\textstyle M_{A}}为分子量，{\textstyle x_{A}}为摩尔分数，{\textstyle R}为气体常数，{\textstyle T}为绝对温度。
两者之间在定义上不同，但摩尔分数{\textstyle lnx_{A}}与质量分数{\textstyle m_{i}}存在如下关系，即通过{\textstyle lnx_{A}}进行级数展开，并进行一阶近似可得到：
{\displaystyle \ln x_{A}=-\ln \left(1+M_{A}\sum _{i}m_{i}\right)\approx -M_{A}\sum _{i}m_{i},}
利用上式即可在两种渗透系数间进行转换。

## 定义与产生原因
渗透系数的概念源自渗透压。由于实际溶液中组分之间会发生相互作用而偏离理想溶液，因此需要引入一个活度系数{\textstyle \gamma }来修正浓度的偏差。对于渗透压也有类似的概念，对于理想溶液，渗透压{\displaystyle \Pi }为：
{\displaystyle \Pi =icRT}
其中{\displaystyle i}是无量纲范特霍夫因子，{\displaystyle c}为溶质体积摩尔浓度，{\displaystyle R}是理想气体常数，{\textstyle T}是绝对温度。
而对于实际溶液，考虑偏离因素后修正为
{\displaystyle \Pi =\phi RT}
这就是渗透系数的由来。
以溶剂A-溶质B构成稀溶液为例，化学势改变严格遵守吉布斯一杜亥姆方程，由此得到溶剂的活度系数{\textstyle \gamma _{A}}与溶质的活度系数{\textstyle \gamma _{B}}关系：
{\displaystyle {\frac {d\gamma _{A}}{\gamma _{A}}}=-{\frac {x_{B}}{x_{A}}}{\frac {d\gamma _{B}}{\gamma _{B}}}}
由于稀溶液中溶剂A远远多于溶质B，即{\textstyle x_{A}\gg x_{B}}，所以溶剂A活度系数变化程度{\displaystyle \mid {\frac {d\gamma _{A}}{\gamma _{A}}}\mid }要远远慢于溶质B活度系数变化{\displaystyle \mid {\frac {d\gamma _{B}}{\gamma _{B}}}\mid }，比耶鲁姆为了弥补溶剂活度系数变化不灵敏的不足，故引入了活度系数进行修正。

## 应用
渗透系数可根据测量冰点下降和渗透压摩尔浓度等溶液依数性质方法来计算电解质溶液的水分活度系数，从而为相关特性量标准溶液定值，并用于校准相关特性量的测量仪器。或者反过来根据这些性质来推算渗透系数，例如预测溶液实际渗透压。

## 与活度系数关系
在单一溶质溶液中，溶剂实用渗透系数{\displaystyle \phi }和溶剂的活度系数{\textstyle \gamma }与过量吉布斯自由能{\displaystyle G^{E}}有关
{\displaystyle RTm(1-\phi )=G^{E}-m{\frac {dG^{E}}{dm}}}
{\displaystyle RT\ln \gamma ={\frac {dG^{E}}{dm}}}
联立后得到两者关系：{\displaystyle d((\phi -1)m)=md(\ln \gamma )}

## 电解质溶液体系的渗透系数

### 单组分稀溶液
对于单一电解质溶液，若以质量摩尔浓度表示活度系数为{\displaystyle {\gamma _{\pm }}_{m}}，则渗透系数简化为{\displaystyle \phi ={\frac {-\ln(a_{A})}{\nu mM_{A}}}}，其中{\displaystyle \nu }为电解质的化学计量数，{\displaystyle a_{A}}为溶剂活度。因此渗透系数{\displaystyle \phi }可通过对电解质的浓度进行积分得到：
{\displaystyle \phi =1+{\frac {1}{m}}\int _{0}^{m}md\left(\ln(\gamma _{\pm })\right)}
反之也可求得电解质的活度系数{\displaystyle \gamma _{\pm }}:
{\displaystyle \ln(\gamma _{\pm })=\phi -1+\int _{0}^{m}{\frac {\phi -1}{m}}dm}
根据德拜-休克尔理论（适用于低浓度情况），低浓度下{\textstyle (\phi -1)\sum _{i}m_{i}}趋近于{\textstyle -{\frac {2}{3}}AI^{3/2}}，其中{\displaystyle I}为离子强度，{\displaystyle A}为德拜-休克尔常数（25°C下约为1.17）。意味着至少在低浓度下溶剂的蒸气压将高于拉乌尔定律预测的值。例如对于氯化镁—水溶液，氯化镁浓度低于0.7 mol/kg之前，蒸气压略高于拉乌尔定律预测值；浓度超过0.7 mol/kg后蒸气压则低于拉乌尔定律预测值。 

### 多组分溶液
对于更多组分电解质以及更高浓度等复杂情况的渗透系数计算，肯尼斯·皮策（Kenneth Pitzer）和布罗姆利（Leroy A. Bromley）分别提出了电解质溶液的皮策理论皮策理论和布罗姆利方程，适用于所有浓度下的电解质溶液求出渗透系数。

## 注意
在岩土、水利、工程、地质等领域，渗透系数（permeability coefficient）是描述液体在均匀、多孔介质中运动迁移能力的指标。并非本文所指的渗透系数。或称入渗系数（Infiltration coefficient）。